# Oğulcan Baykan
Oğulcan Baykan (Istambul, 7 de janeiro de 1996) é um basquetebolista turco que atualmente joga pelo Büyükçekmece que joga a Liga Turca e a Euroliga.